# Scuola Reale di Ingegneria
La Scuola Reale di Ingegneria è un edificio scolastico situato in via Diotisalvi 2 a Pisa, che attualmente fa parte dell'Università di Pisa (Facoltà di Ingegneria).

## Storia
La Scuola di Applicazione di Ingegneria, istituita a Pisa con Legge 22 giugno 1913 n.856, ebbe agli inizi la sua sede in alcuni locali nell'edificio della Sapienza e nel 1924 venne in parte trasferita nella cosiddetta ex Dispensa Vecchia, in via del Collegio dei Ricci, oggi sede della Facoltà di Lettere.
Data la molteplicità degli Istituti della Scuola, dispersi in diversi edifici cittadini, si pose ben presto il problema della realizzazione di una sede unica, in vista della quale già dal dicembre 1920 erano state avviate trattative con il Comune di Pisa per la ricerca di un'area da destinare alla costruzione, ben presto individuata sul luogo dell'ex Convento di San Benedetto in piazza San Paolo.
L'incarico della progettazione del nuovo edificio, che avrebbe dovuto sorgere sull'area di resulta delle demolizioni dell'antico complesso, venne conferito al prof. Benfratello, direttore dell'Istituto di Architettura, e all'ing. Bernieri, dirigente dell'Ufficio Tecnico del Comune di Pisa. Dopo un primo progetto, rifiutato per la eccessiva mole dalla Soprintendenza ai Monumenti di Firenze, che peraltro condivideva la decisione della totale demolizione delle strutture esistenti, venne elaborato un secondo progetto approvato nel luglio 1925, mentre nel 1926 avvenne la definitiva cessione del complesso dell'ex Convento.
Nel 1928, tuttavia, veniva decisa la revoca della convenzione con l'Amministrazione Comunale e deliberata la cessione alla Scuola, in sostituzione dell'area di San Benedetto, di una nuova area totalmente libera adiacente a via Bonanno, e il progetto per la nuova costruzione veniva ancora una volta affidato al prof. Benfratello.
La nuova localizzazione si rivelava maggiormente apprezzabile sotto il profilo dell'accessibilità e della possibilità di ampliamenti successivi, ricadendo in un comprensorio a destinazione agricola non ancora investito dalla crescita urbana, e inoltre la realizzazione delle opere stradali già previste nel Piano Regolatore cittadino avrebbe assicurato all'area la conformazione di un vero e proprio isolato, servito da ampie strade pubbliche e da uno slargo centrale che avrebbe inquadrato l'accesso principale all'edificio.
Un primo acquisto, riguardante la maggior parte dell'area destinata alla costruzione e un settore di quella necessaria alla realizzazione delle strade lungo i confini Nord e Sud, avvenne nel febbraio 1930, mentre le porzioni residue, di proprietà Emilio Ferrucci, Agostino Bramanti e Ottavio Mazzacurati, vennero acquisite nel 1931 e nel 1932. L'atto pubblico di donazione dell'area venne stipulato il 14 luglio 1932, a firma del prof. Quaglia, Direttore della Scuola, e del vice Podestà Flaminio Bozza; nel frattempo erano giunte a conclusione, mediante la Convenzione dell'8 maggio 1930 stipulata a Roma alla presenza di Mussolini, Costanzo Ciano e Giuseppe Bottai, le trattative con il Ministero per il finanziamento dell'opera, previsto in lire 24.000.000 e ripartite tra lo Stato, il Comune di Pisa, la Cassa di Risparmio e il Consorzio Universitario di Pisa.
Il progetto Benfratello, di cui erano state elaborate due diverse soluzioni, una a padiglioni separati ed una ad edificio unico, non ebbe seguito, e con il trasferimento del prof. Benfratello a Palermo, nel 1932, venne incaricato dello stesura di un nuovo progetto il prof. Luigi Pera, aiuto presso la Cattedra di Architettura Tecnica.
Il progetto Pera, approvato dal Consiglio dei Professori, venne completato dall'Ufficio del Genio Civile di Pisa che si assunse anche il compito di espletare la gara d'appalto per la costruzione, tenutasi il 18 aprile 1932 e vinta dall'Impresa Ingg. Buoncristiani e Severini di Pisa.
Il contratto d'appalto venne stipulato il 30 maggio 1932 e l'importo dei lavori a base d'asta, originariamente previsto in 4.000.000 di lire, era ridotto a 2.732.800 lire; la consegna dei lavori avvenne il 14 luglio 1932 e il termine dell'opera veniva fissato in due anni.
L'effettiva ultimazione dei lavori avvenne tuttavia il 20 ottobre 1936, mentre il costo complessivo dell'opera ammontò a lire 4.384.743, lievitazione giustificata in tre perizie su varianti in corso d'opera del 26 giugno 1932 (formazione del piano scantinato non previsto nel progetto), del 25 marzo 1933 (varianti di prospetto) e del gennaio 1933 (maggiori opere di fondazione). Il collaudo delle opere fu affidato fin dal gennaio 1935 ad una terna di ingegneri presieduta dall'Ing. Luigi Monaco, Ispettore Superiore del Genio Civile.
La solenne inaugurazione dell'edificio avvenne il 28 ottobre 1936 alla presenza di Vittorio Emanuele III, del rappresentante del Governo Guido Buffarini Guidi, del Rettore dell'Università senatore Giovanni Achiardi e di numerose altre autorità e personaggi politici.
L'edificio, più che del progetto Pera, risulta tuttavia frutto delle varianti introdotte dal titolare dell'Impresa, l'ing. Federigo Severini, il quale in una lettera dell'8 marzo 1933 denunciava l'assoluta mancanza di particolari costruttivi, in un momento in cui si era giunti "allo stacco delle murature in elevazione" (ASPI, filza 401 - cfr. Bortoli, pag. 96). Per evitare il prolungarsi di onerose soste dei lavori, l'Impresa propose il completamento dell'opera mediante l'elaborazione di particolari esecutivi che risultano delle vere e proprie soluzioni alternative al progetto. Rimaneva immutata l'impostazione planimetrica e distributiva del progetto Pera, ad eccezione dell'inserimento del piano seminterrato, mentre le trasformazioni più significative furono introdotte nei prospetti, rispetto ai quali si mirava innanzitutto ad eliminare l'uso della pietra di San Giuliano, di scarsa lavorabilità e di difficile reperimento, per sostituirla con la pietra di Filettole, per il rivestimento del corpo basamentale, e con il travertino di Rapolano, per i corpi sporgenti dei piani superiori e per le fasce orizzontali che delimitavano i riquadri delle cortine di mattoni.

## Descrizione
L'edificio sorge all'interno di un'area in parte a verde, recintata e delimitata dalle vie Diotisalvi, Giunta Pisano e Bonanno Pisano. All'interno della stessa area si trovano alcuni nuovi padiglioni della Facoltà, mentre limitrofi, sul retro, sono gli edifici delle cliniche dell'Ospedale di S. Chiara.
Di impostazione perfettamente simmetrica, l'edificio si sviluppa su tre piani fuori terra oltre il seminterrato e si articola in due corpi di forma quadrata, con cortile interno, collegati da un corpo centrale nettamente staccato dal filo di parete e caratterizzato in chiave fortemente monumentale, preceduto da una rampa semicircolare in cotto e travertino e da una scalinata in travertino. Altri due avancorpi, di minori dimensioni, movimentano il fronte dei due lunghi corpi laterali conclusi da blocchi di testata originariamente elevati su due piani e solo recentemente sopraelevati. Le ampie cortine in laterizio a vista dei fronti sono perimetrati da fasce in travertino di Rapolano, mentre il settore basamentale appare rivestito in pietra bianca di Filettole.
Il settore centrale si presenta in facciata tripartito da larghi avanzamenti della muratura a m÷ di lesene; il piano terreno, interamente rivestito in travertino fino all'altezza dei davanzali delle finestre del piano superiore, si apre in tre ampi fornici di ingresso, di cui quello centrale ulteriormente avanzato rispetto al filo di parete e nuovamente suddiviso in tre spazi da due colonne tuscaniche raddoppiate all'interno ed elevate su basamenti.
Al primo piano, l'avanzamento dell'ingresso principale costituisce il balcone su cui si affaccia la porta-finestra dell'Aula Magna, coronata da un timpano con stemma centrale ed inserita in una profonda strombatura il cui rivestimento in travertino prosegue ai lati della finestra del piano superiore in forma di fasci stilizzati.
Oltre la loggia di ingresso, l'androne, delimitato ai lati dai due vani delle portinerie, è coperto da una soffittatura a cassettonato e inquadrato da due colonne tuscaniche in marmo che segnano il percorso verso la vetrata di ingresso e l'atrio, da cui si diparte, preceduta da altre due colonne marmoree, la imponente scalinata ancora in marmo. Con tipico svolgimento a tenaglia, riscontrabile in diverse altre costruzioni pubbliche pisane dell'epoca, costituendone il maggior episodio architettonico, (cfr. Martinelli, p. 42), lo scalone sale con una sola rampa centrale fino al pianerottolo intermedio dove si biforca in due rampe laterali per proseguire fino al piano superiore; la balaustrata in muratura, rivestita in travertino e dotata del corrimano in legno originale.
Il vano scala, illuminato da una grande vetrata centrale e da un lucernario, appare caratterizzato dal paramento in mattoni a vista interrotto da una fascia in travertino nella parte centrale, dove sono alloggiati gli apparecchi illuminanti in forma anch'essi di fasci stilizzati. I pianerottoli di arrivo dello scalone, disposto trasversalmente rispetto al corridoio di distribuzione degli ambienti, sono caratterizzati dalla presenza delle due colonne tuscaniche che inquadrano visivamente le porte di ingresso all'Aula Magna. Quest'ultima, articolata su due livelli, occupa l'intero blocco centrale ed ¸ dotata al primo piano di tre ingressi, con portali incorniciati in travertino, e al secondo piano di due accessi alla galleria superiore, uno dei quali chiuso da una vetrata policroma decorata con figurazioni relative ai diversi corsi di studio.
La caratterizzazione interna dell'Aula, improntata ad una severa rappresentatività, è affidata al rivestimento parietale in travertino, interrotto da fasce in mattoni a vista ai lati delle aperture ma integrale nella parete di fondo, decorata al centro da un intervento pittorico, ancora una volta con soggetti relativi al corso di laurea, inserito in una strombatura inquadrata da fasci stilizzati.
Altri motivi decorativi sono costituiti dalle iscrizioni latine incise sulla cornice di coronamento all'altezza della galleria superiore e dalle figurazioni policrome sui vetri della porta-finestra di affaccio al balcone centrale; l'Aula conserva inoltre l'arredo ligneo originale, costituito dalla cattedra sulla parete di testa e da file di seggiole a ribalta.
Il monumentalismo del blocco centrale, già annunciato in facciata, è ribadito all'interno dalla scelta del marmo per la pavimentazione e dalle imponenti incorniciature in travertino che caratterizzano le aperture di comunicazione, sulle testate, con le ali e le finestrature di affaccio verso il cortile interno posteriore.
Più economici ma utilizzati con uguale ricercatezza appaiono i materiali di finitura interna dei blocchi laterali, dotati a loro volta di ingressi autonomi laterali e di vani scala sussidiari. Le aule sono distribuite da lunghi corridoi affacciati verso i cortili interni e pavimentati in mattonelle di gres rosso acceso, con fasce perimetrali di color arancio; gli ingressi agli istituti principali e alla Biblioteca, collocati sulle testate, sono chiusi dagli infissi originali in legno e vetro e segnalati da scritte in lettere di bronzo, con i tipici caratteri del ventennio. Sulle facciate laterali e sul fronte posteriore prosegue il paramento in mattoni a vista interrotto da inserti in travertino, maggiormente presenti nel riproposto avanzamento del corpo centrale; le pareti dei cortili interni, in mediocre stato di conservazione, presentano invece paramenti intonacati con coloriture arancio sui quali si aprono le regolari file di aperture rettangolari.

## Fortuna critica
Nell'insieme, l'intero carattere dell'edificio veniva ad avvalersi di una chiara ispirazione razionalista, decisamente più aggiornata rispetto agli stilemi classicheggianti adottati dal Pera.
Secondo il Bortoli, che individua decisamente in Severini l'autore della "forma sobria e razionale" dell'intera architettura dell'edificio, e non solo l'artefice della "decorazione architettonica", le soluzioni proposte dal Severini stesso hanno significato "un salutare svecchiamento, (...) attuato con criterio di spiccata razionalità, (...) con partizioni che divenivano chiare ed essenziali (...) con un linguaggio sobrio, facilmente accessibile (...) e l'insieme guadagnava una immagine schietta e vigorosa" (pag. 105).